# Christina Herbu
Christina Herbu, née le 6 novembre 1988, est une judokate mauricienne.

## Biographie
Elle est médaillée d'argent toutes catégories aux Championnats d'Afrique de judo 2006 à Port-Louis, ainsi qu'aux Championnats du Commonwealth en 2008. Elle est médaillée de bronze toutes catégories aux Championnats d'Afrique de judo 2008 à Agadir.